# Pleopeltis subvestita
Pleopeltis subvestita är en stensöteväxtart som först beskrevs av William Ralph Maxon, och fick sitt nu gällande namn av Alan Reid Smith. Pleopeltis subvestita ingår i släktet Pleopeltis och familjen Polypodiaceae. Inga underarter finns listade.